# Planícies e Tabuleiros Litorâneos
Planícies e Tabuleiros Litorâneos é uma das unidades geomorfológicas do Brasil e abrange grande parte do litoral.
É uma faixa estreita ao longo das praias com altitudes que não ultrapassam 100 metros e acompanha a costa desde a ilha de Marajó (litoral amazônico) até o sul de Santa Catarina e possui formação extremamente recente da era Cenozóica.